# Philippeion
Il Philippeion era un monumento celebrativo a tholos in ordine ionico, edificato tra il 338 e il 336 a.C. nella valle nota come Altis, poco distante da Olimpia.

## Storia
L'edificio fu costruito per volere di Filippo II di Macedonia per celebrare la vittoria macedone nella battaglia di Cheronea del 338 a.C. e fu probabilmente terminato da Alessandro Magno nel 336 a.C..
La tholos doveva rappresentare il monumento dinastico degli Argeadi e ospitava al suo interno statue criselefantine dello stesso Filippo, di suo padre, Aminta, di sua madre Euridice, di sua moglie Olimpiade e di suo figlio Alessandro Magno, opere dello scultore Leocare.

## Descrizione

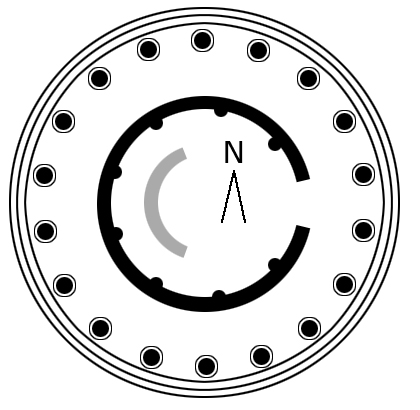
Pianta del monumento

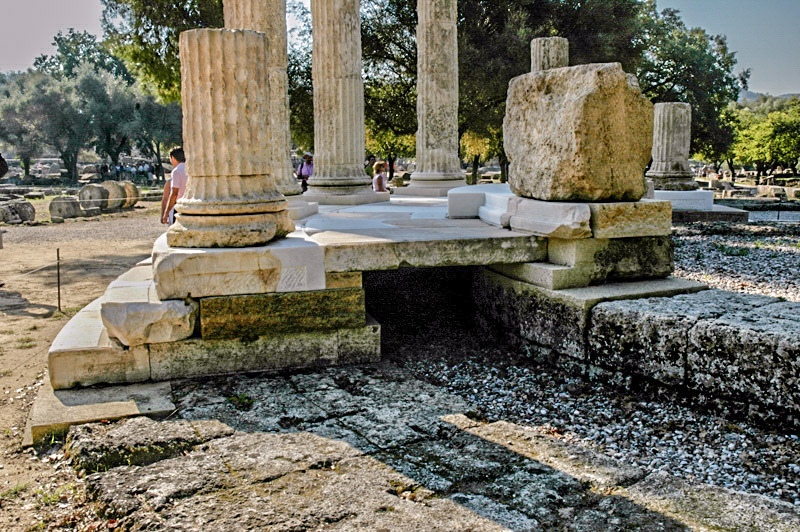
Crepidoma del monumento

Sopra una crepidine di tre gradini, l'edificio consisteva di una cella a pianta circolare, costruita in opera quadrata isodomica con blocchi di poros, circondata da una peristasi di 18 colonne di ordine ionico, sempre in poros, rivestito di stucco, ad eccezione della sima, che era in marmo e decorata da un anthemion dipinto.
Le proporzioni di quest'ordine ionico sono caratterizzate da un interasse ampio (3,5 volte il diametro di base del fusto) e da fusti snelli (alti circa 10 volte il diametro), mentre la trabeazione è in proporzione più grande: presenta, infatti sia il fregio continuo, sia la cornice con dentelli (che nell'ordine ionico classico non si presentano mai insieme): si tratta di uno dei primi edifici a mostrare questa compresenza, che sarà poi normale nell'architettura romana.
La struttura presenta un diametro complessivo di 15 metri.
Alla cella si accedeva da un portale inquadrato da finestre, e le pareti interne erano arricchite da 9 semicolonne di ordine corinzio sopraelevate sopra uno zoccolo. Al centro era un basamento semicircolare, destinato ad ospitare le statue di Leocare.